# Historias normales
Historias normales es el nombre del sexto álbum de estudio del artista español Sergio Dalma, publicado por Polygram en 1998.

## Listado de canciones
1. Doo doo doo - 4:54
2. Como eres tú - 4:35
3. Como Un aleluya - 4:33
4. Nuestra edad - 4:47
5. Como un cuento - 3:53
6. Esta noche es larga si no estás - 4:44
7. Cara a Cara - 5:20
8. La vida pasa - 4:30
9. Si me faltas - 4:53
10. Historias normales - 4:51
11. Tiempo al tiempo - 4:07
12. I'm Feeling Better - 4:15

- Datos: Q5900617